# 斯科茨角
斯科茨角（Scotts Head）是加勒比海島國多米尼克聖馬克區的一個村莊，位於該島西南海岸，得名於喬治·斯科特上校，2001年人口721人。一般来说，斯科茨角是一座的俯瞰蘇弗里耶爾灣漁村。